# Edith Massey
Edith Massey (28 de mayo de 1918 - 24 de octubre de 1984) fue una actriz y cantante estadounidense. Es especialmente conocida por su participación en algunas de las películas más importantes del director John Waters, como Multiple Maniacs, Pink Flamingos, Female Trouble, Desperate Living y Polyester.

## Carrera
John Waters descubrió a Edith Massey cuando trabajaba como camarera en un bar de Baltimore, Maryland, que él solía frecuentar con sus amigos.
A finales de la década de los 70, Massey aprovechó su éxito con las películas de John Waters en los ambientes underground para hacerse vocalista de la banda de punk Edie and the Eggs. Además, se convirtió en empresaria, abriendo la thrift store Edith's Shopping Bag, una especie de tienda de artículos de segunda mano, en Baltimore. Más tarde, cuando los inviernos de Baltimore se hicieron insoportables para ella, se trasladó a Venice, California, donde abrió una nueva tienda de oportunidades con el dinero que ganó actuando en las películas de Waters. 
En el año de su muerte protagonizó Mutants in Paradise, un filme de Scott Apostolou. 
Edith Massey falleció en 1984, enferma de cáncer y por complicaciones relacionadas con su diabetes. Fue enterrada en el Westwood Village Memorial Park Cemetery en Los Ángeles.
El director de cine Robert Maier rodó un cortometraje documental sobre ella en 1975 llamado Love Letter to Edie.
Edith también aparece en el videoclip de John Cougar Mellencamp This Time, como su amor verdadero tras una larga cola de bellas mujeres.